# Osiedle Wilkowyja
Osiedle Wilkowyja – osiedle nr XV miasta Rzeszowa. Dnia 1 stycznia 2010 r. liczyło 4380 mieszkańców, a według stanu na dzień 10 maja 2019 r. osiedle zamieszkiwały 6333 osoby. Według stanu na 31 października 2019 r. osiedle liczyło 6405 mieszkańców. W znacznej mierze pokrywa się z obszarem dzielnicy Wilkowyja.